# Hylettus griseofasciatus
Hylettus griseofasciatus là một loài bọ cánh cứng trong họ Cerambycidae.